# 無痛音楽教育 3才からのとんねるず
「無痛音楽教育 3才からのとんねるず」（むつうおんがくきょういく 3さいからのとんねるず）は、とんねるず初のミニ・アルバム。

## 概要
「子供向け」をテーマにしているミニ・アルバム。ブックレットの歌詞・、スタッフ・ミュージシャン・クレジットなどは全てひらがな表記である。ジャケット裏はとんねるずの歌手としての実績に加え「日本卓球協会名誉初段」と記述されている。

## 収録曲
1. ガラガラヘビがやってくる
フジテレビ系「とんねるずのみなさんのおかげです」オープニングテーマ曲。表記はないが、アルバム・ヴァージョンで収録。
2. どうしてかな？
3. デクノゾウ
4. おねがいかみさま
石橋貴明ソロ曲
5. パパのどうぶつえん
木梨憲武ソロ曲
6. はっぴぃ ばあすでぃ